# Churchill (tank)
Tank Churchill byl jedním z nejvíce rozšířených britských tanků druhé světové války. Britové užívali koncepci založenou na dvou kategoriích tanků – pěchotních, které měly podporovat pěchotu a útočit na obranné pozice nepřítele, a křižníkových, které měly bojovat s obrněnými prostředky nepřítele. Pěchotní tanky měly slabší výzbroj, ale mohutnou pasivní ochranu. Osádka tanku Churchill byla 5 mužů na vozidlo.

## Konstrukce
Tank byl vyzbrojen kanónem ráže 40 mm, později ráže 57 mm, což však ani v jednom případě nestačilo na moderní stroje protivníka.[zdroj⁠?!] Oproti jiným pěchotním tankům měl poměrně dobrou úroveň pancéřování. Jeho silnou stránkou byla i dobrá průchodnost terénem. Dlouhý podvozek také umožňoval překonávat velké zákopy. Jeho velkým minusem však byla rychlost, která se v terénních podmínkách pohybovala kolem 10 km/h. Velká byla i spotřeba benzínu v terénu – až 610 litrů na 100 km.[zdroj⁠?!]
Pěchotní tanky Churchill byly poprvé nasazeny do boje 19. srpna 1942 při spojenecké diverzní akci u francouzského Dieppe, dále byly užívány na africkém bojišti, zejména během bojů v Tunisku. Výzbroj šestiliberním dělem optimalizovaným pro boj proti obrněným cílům však byla nedostatečná, takže na ně tankisté nouzově montovali 75mm kanóny z poškozených amerických tanků, schopné vystřelovat účinnější tříštivotrhavou munici v boji proti nepancéřovaným cílům.[zdroj⁠?!] Churchilly se zúčastnily bojů v Itálii, byly dodávány do Sovětského svazu. Bojů na západní frontě se účastnily až do samého konce druhé světové války v roce 1945. Posledního bojového nasazení se typ dožil (ve variantě samohybného plamenometu Churchill Crocodile) ve stavu squadrony C, 7th Royal Tank Regiment v době korejské války v roce 1950.

## Specializované verze tanku
- odminovací
- plamenometný
- ženijní
- mostní

## Technický popis verze Mk IV Churchill IV
- typ: pěchotní tank

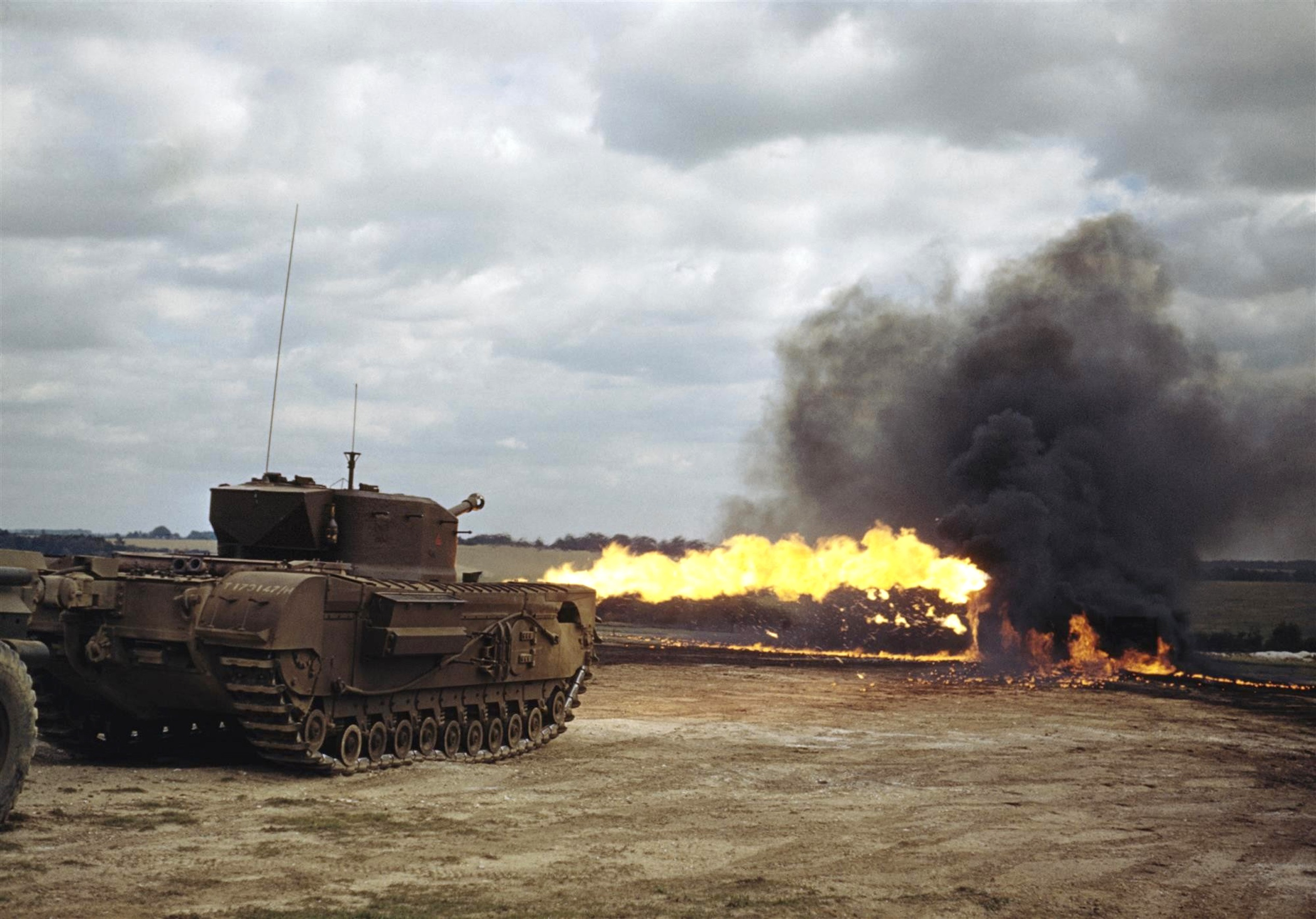
Churchill Crocodile – plamenometný typ

- posádka: 5 členů (velitel, střelec, nabíječ, řidič, radista)
- výzbroj: 6liberní kanón FQ ráže 57 mm s drážkovanou hlavní; koaxiální kulomet Besa ráže 7,92 mm; kulomet Besa ráže 7,92 mm v čelním pancíři a lehký kulomet Bren ráže 7,7 mm, který bylo možné upevnit na věž; granátomet
- munice: 84 nábojů do kanónu; 9 450 do kulometů Besa; 600 do kulometu Bren; 30 granátů
- pancéřování: odlévaný a sešroubovaný pancíř s proměnlivou tloušťkou od 16 do 102 mm
- motor: benzínový Bedford 2krát 6 válců o výkonu 350 HP při 2200 ot/min uložený v zadní části tanku, nádrž na 682 litrů paliva; převodovka Merritt-Brown 4 stupně vpřed a 1 vzad
- podvozek: hnací zadní kolo, přední kolo napínací; pojezd na 11 nezávisle zavěšených malých kolečkách na každé straně
- bojová hmotnost: 39,6 t
- rozměry: délka 767 cm, šířka 325 cm, výška 249 cm
- poměr výkon/váha: 8,8 HP/t
- tlak na zem: 13,1 psi
- maximální rychlost: 24 km/h na silnici; 13 km/h v terénu (po zesílení pancíře v terénu ;jen 10 km/h)
- překonávání překážek: brod hluboký 1 m; kolmá stěna 75 cm; zákop široký 2,9 m; stoupání 58 %
- dojezd: 195 km na silnici s přídavnými nádržemi na 150 l paliva; v terénu
- výrobce: Leyland, Newton Chambers, Metro-Cammell a další výrobci různých komponentů
- produkce: v letech 1942 - 1943 vyrobeno 1 622 verzí Mk IV Churchill; od června 1941 do října 1945 vyrobeno 5 640 všech verzí tanku Churchill